# Kapel van de Hagelberg

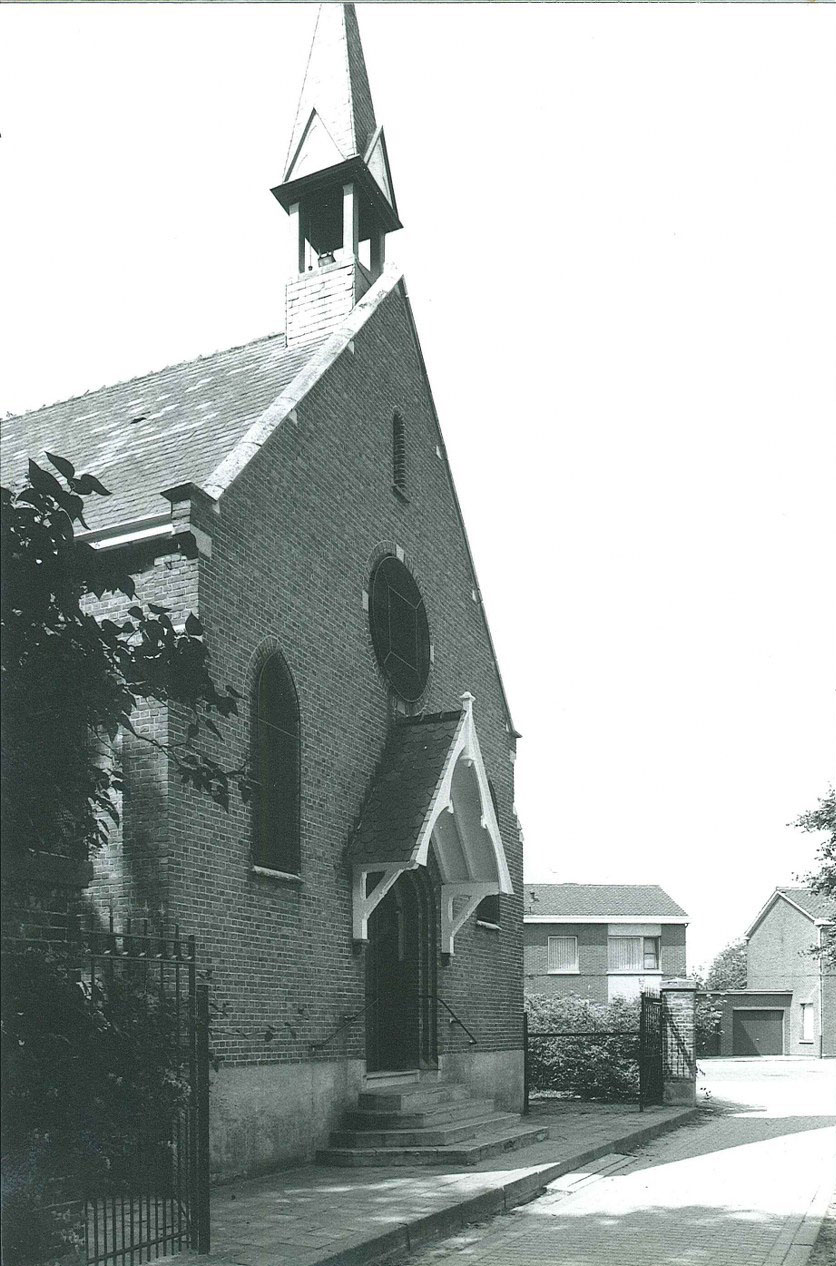
Kapel van de Hagelberg

De Kapel van de Hagelberg is een kapel in de tot de gemeente Antwerpen behorende plaats Berendrecht, gelegen aan Kapelstraat 2.

## Geschiedenis
In 1732 werd hier een pijlerkapel opgericht met een Mariabeeld. In 1734 werd hierom een betreedbare kapel gebouwd. Het werd een bedevaartsoord. De kapel werd in 1925 vergroot in neogotische stijl.
In 1837 werd het parkje bij de kapel aangelegd. In 1906 werd een processiepark met de 15 geheimen van de rozenkrans aangelegd. In 1927 werd het geheel uitgebreid met een Lourdesgrot, een Heilig Hartbeeld en een beeld van de heilige Theresa.
In 1982 werd de kapel voorzien van een dakruitertje.

## Interieur
In de kapel vindt men een kruisbeeld en een gepolychromeerd beeld van Jezus in het graf, beide van de eerste helft van de 18e eeuw. Van 1732 is een beeld van de Madonna met Kind.

## Bedevaart
Vanaf 1747 vindt de Berendrechtse Beganktenis plaats, waarbij bedevaartgangers te voet van Ossendrecht naar de kapel trekken. Aanleiding hiertoe was een pestepidemie. Toen de pest uitdoofde en, dus, de gebeden waren verhoord, besloten de Osdrechtenaren elk jaar terug te keren.